# Porawat Siriwattanakorn
Porawat Siriwattanakorn (thailändisch ปรวัตร สิริวัฒนากร, * 8. März 1983) ist ein thailändischer Fußballspieler.

## Karriere
Porawat Siriwattanakorn stand bis Ende 2013 bei Samut Songkhram FC unter Vertrag. Wo er vorher gespielt hat, ist unbekannt. Der Verein aus Samut Songkhram spielte in der ersten Liga des Landes, der Thai Premier League. 2013 absolvierte er für Samut 17 Erstligaspiele. 2014 wechselte er zum Drittligisten Thai Honda Ladkrabang. Mit dem Bangkoker Verein spielte er in der dritten Liga, der damaligen Regional League Division 2. Hier trat man in der Bangkok Region an. Am Ende der Saison wurde er mit Thai Honda Meister und stieg in die zweite Liga auf. Ende 2016 feierte er mit dem Verein die Meisterschaft der zweiten Liga und den Aufstieg in die erste Liga. Nach dem Aufstieg verließ er den Verein und schloss sich dem Drittligisten Samut Sakhon FC aus Samut Sakhon an. Ende der Saison wurde er mit dem Klub Meister der Thai League 3 (Lower Region) und stieg in die zweite Liga auf. Die Hinserie 2018 spielte er beim Phuket City FC in der dritten Liga, die Rückserie beim Drittligisten Phrae United FC. Mitte 2019 verpflichtete ihn sein ehemaliger Verein, der mittlerweile in der vierten Liga spielende Samut Songkhram FC. Hier stand er bis November 2020 unter Vertrag. Im Dezember 2020 verpflichtete ihn der Drittligist Trang FC. Bei dem Verein aus Trang, der in der Southern Region der Liga spielte, stand er bis August 2022 unter Vertrag. Ende August 2022 wechselte er in die Bangkok Metropolitan Region, wo er in der Hauptstadt einen Vertrag beim Inter Bangkok FC unterschrieb.

## Erfolge
Thai Honda Ladkrabang
- Regional League Division 2 – Bangkok: 2014  ▲
- Thai Premier League Division 1: 2016  ▲

Samut Sakhon FC
- Thai League 3 – Lower: 2017  ▲